# Pain azyme
 (février 2016).
Si vous disposez d'ouvrages ou d'articles de référence ou si vous connaissez des sites web de qualité traitant du thème abordé ici, merci de compléter l'article en donnant les références utiles à sa vérifiabilité et en les liant à la section « Notes et références ».
Le pain azyme (en grec ancien ἄζυμος / ázumos, á-zumos, qui signifie « sans levain ») est un pain ancien confectionné de céréales comme d'autres, mais il est non levé (il n'a pas gonflé sous l'effet du levain ou de la levure) car il est uniquement constitué d'eau et de farine pétries ensemble. Quand il est sous forme de feuille, on parle de « papier azyme » ou de « papier hostie ».

## Histoire et religion

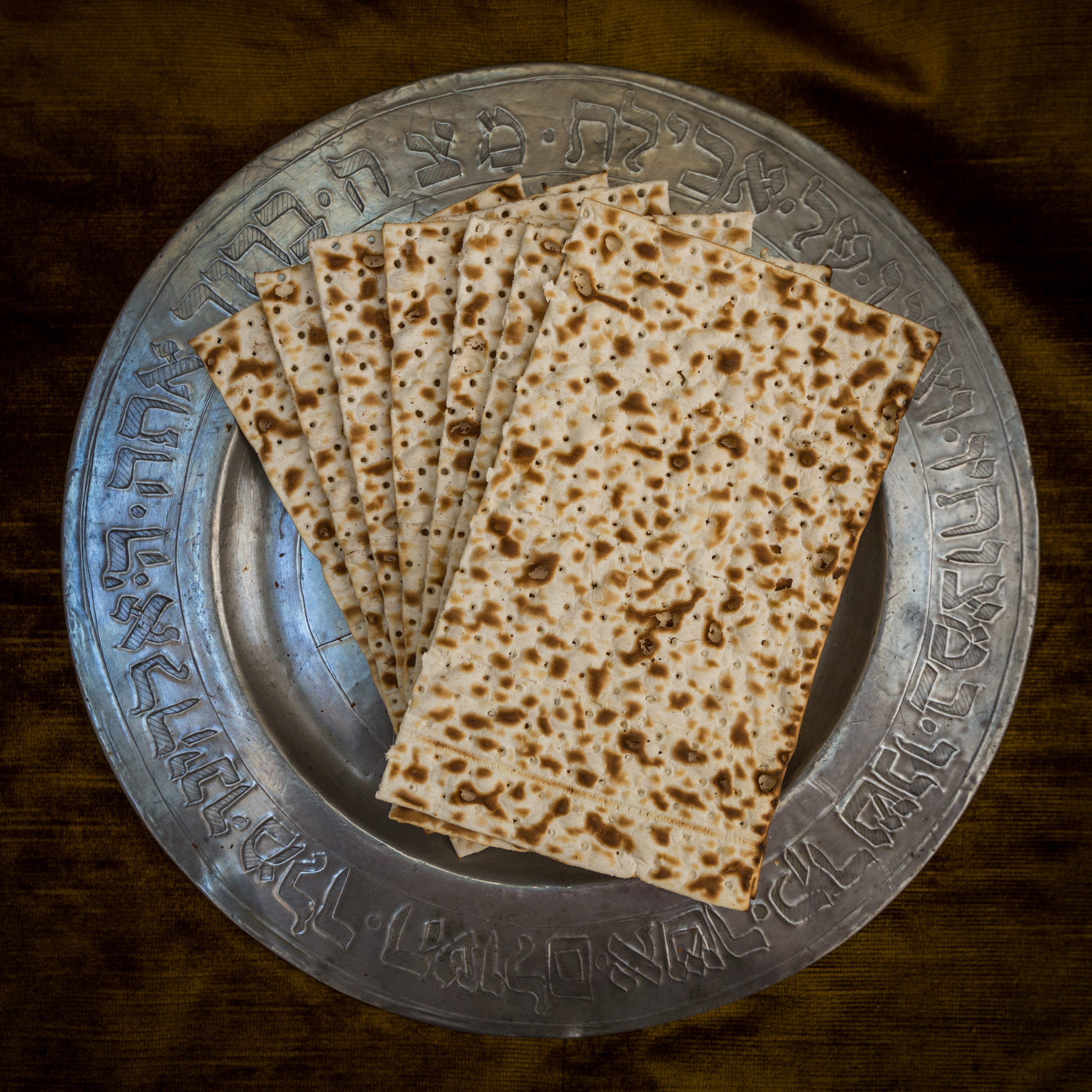
Pain azyme ou matsoth, nourriture traditionnelle de Pessa'h.

On a retrouvé sur les bords de la mer Morte des débris de pain azyme datant de la période romaine.
C'est un pain que les Juifs font cuire durant la fête de Pessa'h (Pâque juive) en souvenir de leurs ancêtres qui selon la tradition juive, se nourrirent de pain sans levain dans leur hâte à quitter l'Égypte, où ils étaient retenus en esclavage. Le repas rituel pris au cours des deux premiers soirs de cette fête s'appelle le Séder.
La confection du pain azyme suit des règles très strictes pour empêcher la fermentation de la pâte : entre le mélange de la farine et de l'eau et la cuisson, il ne doit pas se passer plus de dix-huit minutes, de manière qu'aucun levain ne puisse s'y développer. Un pain azyme chamour (« surveillé de plus près », appelé « matza chemoura ») utilisé par les Juifs les plus orthodoxes pendant la fête de Pessa'h ou pendant le Séder, est appelé ainsi, car il est encore plus surveillé, avant même la récolte.
On donne aussi le nom de « pain azyme » au pain dont on se sert dans l'Église catholique pour la consécration de l'Eucharistie. Dans ce cas, il porte le nom d'« hostie ». L'Église grecque emploie toutefois du pain levé.
En France, vers le milieu du XIXe siècle, la famille Neymann de Wasselonne (Alsace) fut la première à fabriquer du pain azyme industriel. Elle est toujours en activité.

## Utilisation

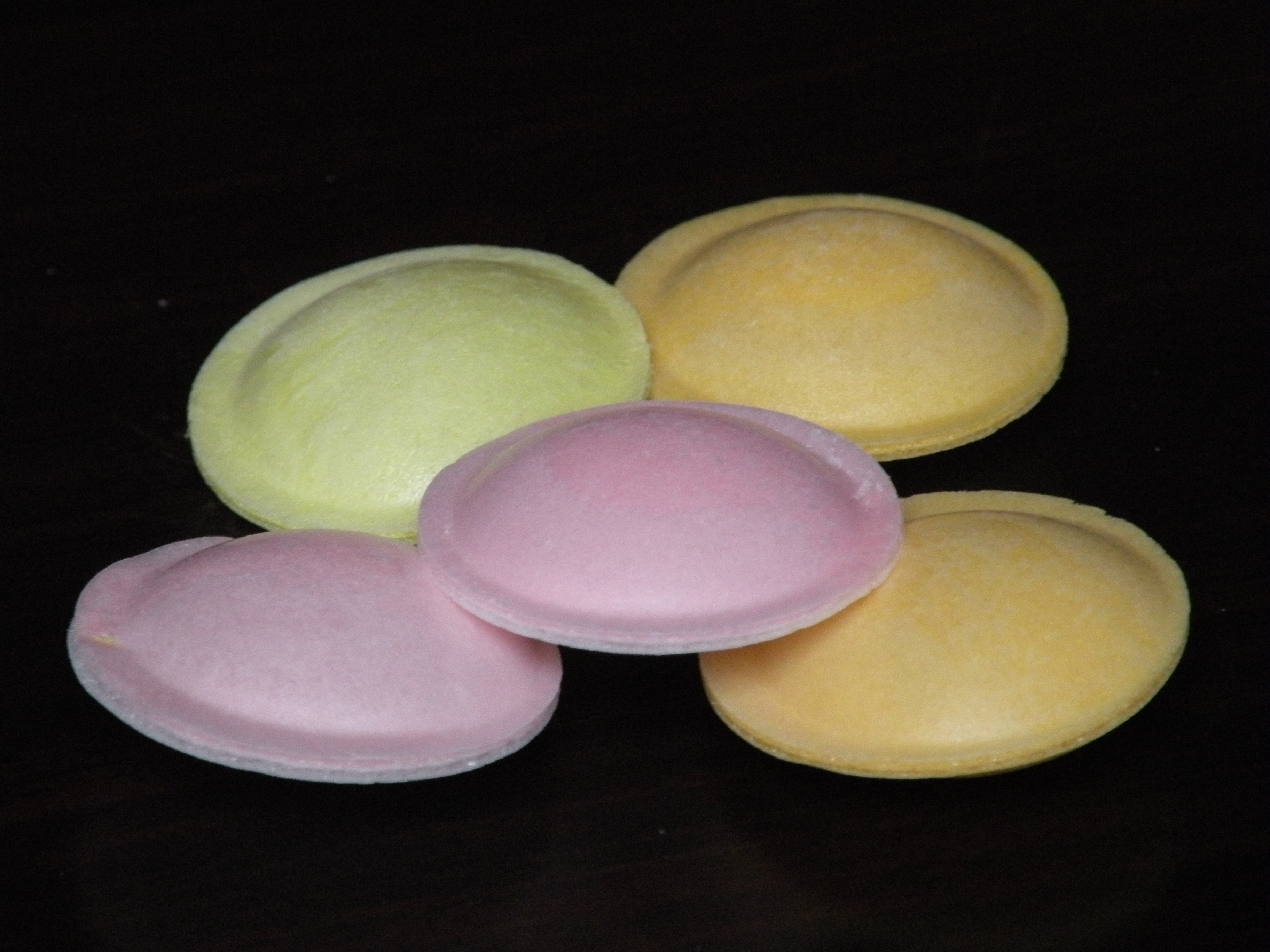
Sucreries faites à partir de papier azyme.

En dehors de toute connotation religieuse, le pain azyme est consommé par certains comme coupe-faim. Il était aussi utilisé dans la composition des enveloppes des cachets en pharmacie, cependant la forme cachet n'existe plus désormais.
Ce pain existe en confiserie (surtout en Allemagne) ainsi qu'en France, avec les bonbons soucoupes, constitués de pain azyme et d'une poudre de sucre acidulé à l'intérieur.
Le papier hostie est utilisé autour du nougat et comme support pour les calissons.
Les pains à cacheter, très petits pains minces et ronds dont on se servait pour cacheter les lettres, étaient composés de pain azyme auquel on ajoutait des colorants comme de l'indigo en fine poudre, du noir de fumée ou des décoctions de cochenille, de safran, de curcuma…

## Source
- Dictionnaire universel d'histoire et de géographie, Bouillet et Chassang.